# Bangkok Challenger II
Il Bangkok Challenger II, noto anche come Bangkok Open II, è stato un torneo professionistico di tennis giocato sul cemento che faceva parte dell'ATP Challenger Tour. Si giocava annualmente sui campi all'aperto in cemento del Rama Gardens Hotel a Bangkok in Thailandia dal 2016. Si disputava abitualmente in gennaio la settimana dopo il Bangkok Challenger, che si teneva sugli stessi campi.

## Albo d'oro

### Singolare
| Anno | Campione          | Finalista                   | Punteggio          |
| ---- | ----------------- | --------------------------- | ------------------ |
| 2020 | Federico Gaio     | Robin Haase                 | 6–1, 4–6, 4–2 rit. |
| 2019 | James Duckworth   | Alejandro Davidovich Fokina | 6–4, 6–3           |
| 2018 | Marcel Granollers | Enrique López Pérez         | 4–6, 6–2, 6–0      |
| 2017 | Janko Tipsarević  | Li Zhe                      | 6–2, 6–3           |
| 2016 | Michail Južnyj    | Adam Pavlásek               | 6–4, 6–1           |

### Doppio
| Anno | Campioni                                  | Finalisti                          | Punteggio           |
| ---- | ----------------------------------------- | ---------------------------------- | ------------------- |
| 2020 | Gonzalo Escobar Miguel Ángel Reyes Varela | Gong Maoxin Zhang Ze               | 6–3, 6–3            |
| 2019 | Li Zhe Gonçalo Oliveira                   | Enrique López Pérez Hiroki Moriya  | 6–2, 6–1            |
| 2018 | James Cerretani Joe Salisbury             | Enrique López Pérez Pedro Martínez | 6(5)–7, 6–3, [10–8] |
| 2017 | Sanchai Ratiwatana Sonchat Ratiwatana     | Sadio Doumbia Fabien Reboul        | 7–6(4), 7–5         |
| 2016 | Wesley Koolhof Matwé Middelkoop           | Gero Kretschmer Alexander Satschko | 6–3, 7–6(1)         |